# Et pour quinze cents dollars en plus
 (février 2012).
Si vous disposez d'ouvrages ou d'articles de référence ou si vous connaissez des sites web de qualité traitant du thème abordé ici, merci de compléter l'article en donnant les références utiles à sa vérifiabilité et en les liant à la section « Notes et références ».
Et pour quinze cents dollars en plus est la troisième histoire de la série Les Tuniques bleues de Salvérius et Raoul Cauvin. Elle est publiée pour la première fois du no 1776 au no 1795 du journal Spirou, puis sous forme d'album en 1973.

## Résumé
Le sergent Chesterfield et les caporaux Blutch, Tripps et Bryan sont réaffectés de l'armée du général Grant à un campement nordiste au Texas. Toutefois, Tripps et Bryan se sont mystérieusement faits porter pâle et reviennent à Fort Bow, ce qui laisse Chesterfield et Blutch évoluer seuls, en binôme. 
Au campement, le général à la tête des forces nordistes, reconnaissable à sa longue barbe blanche, a une idée pour combattre les Sudistes, mais ne trouve pas de volontaires. Il souhaite organiser un raid de l'autre côté des lignes ennemies, afin de détruire toutes les infrastructures pouvant soutenir l'effort de guerre des Confédérés : plantations agricoles, voies de chemin de fer, usines, arsenaux, ponts. Le général propose alors une prime de 1 500 $ pour quiconque s'engagera à accomplir cette dangereuse mission.
Quatre hommes finissent par accepter cette mission : un couple de mercenaires Mexicains, José et Pedro, ainsi que Blutch et Chesterfield, victimes d'une mauvaise plaisanterie. 
La mission spéciale, bien que suicidaire, est un triomphe. Malgré une traque sans merci de la part des autorités sudistes, les quatre saboteurs parviennent à détruire une plantation de coton, un réservoir d'eau, un chemin de fer, un pont, une prison et un convoi militaire.
Après maints rebondissements et poursuites, le caporal Blutch et le sergent Chesterfield finissent par revenir au campement, mais réalisent qu'ils ont été trompés par les deux Mexicains, qui, les ayant fait passer pour morts, se sont enfuis avec leur part du butin.

## Personnages
- Sergent Chesterfield : Chesterfield ne déroge pas à sa règle ici. Il fait preuve d'une bravoure et d'un respect hiérarchique tels que ça en devient ridicule. Il accepte ainsi une mission-suicide sans broncher, uniquement parce qu'il a affaire à un général qui le flatte habilement. Malgré cela, Chesterfield est un personnage fort, qui fait preuve d'un savoir tactique impressionnant, comme quand il parvient à subtiliser un train au nez et à la barbe des Confédérés, mais verra toujours ses heureuses initiatives tomber à l'eau à cause du hasard et d'une incroyable malchance.
- Caporal Blutch : l'acolyte de Chesterfield est particulièrement malmené ici par son sergent, qui le frappe un nombre incalculable de fois, exaspéré par les commentaires acerbes de Blutch. Lâche au possible, il s'enfuira à chaque fois que le danger menace, mais fera tout de même preuve d'une certaine forme d'héroïsme en essayant de sauver Chesterfield des mains des Confédérés.
- José : dans cette aventure, Blutch et Chesterfield sont accompagnés d'un couple de Mexicains. José est un homme assez âgé, qui semble être le penseur de son duo. C'est lui qui parle de stratégie avec Chesterfield. C'est en réalité un personnage vil et opportuniste, qui ne s'est engagé que pour obtenir la prime, se désintéressant totalement de l'aspect idéologique du conflit.
- Pedro : le compagnon de José est un sadique, un tueur qui joue tout le temps avec un poignard, et préfère sans doute le meurtre à l'argent, puisqu'il ne rate pas une occasion pour essayer de tuer, qu'il s'agisse de soldats capturés ou de fermiers terrorisés. Il provoquera ainsi l'ire de Blutch, qui s'opposera violemment à lui. Il est en quelque sorte le stéréotype du criminel mexicain, un bel homme à l'accent sifflant avec un sombrero, et qui préfère le poignard au pistolet.

## Documentation
- Numa Sadoul, « Et pour quinze cent dollars de plus », Schtroumpf : Les Cahiers de la bande dessinée, Glénat, no 22,‎ 1973, p. 25.